# Lauro (Italia)
Lauro è un comune italiano di 3 268 abitanti della provincia di Avellino in Campania, facente parte dell'omonimo Vallo.

## Geografia fisica

### Territorio
Il comune di Lauro è situato al centro di una valle boscosa, circondata da una catena di monti, aperta a ovest verso il nolano. Mentre le cime della collana di monti superano i mille metri, con il Pizzo d'Alvano (1133 m) e il Monte Cresta (1108 m), Lauro si incunea tra di essi ad altezze che variano tra un minimo di 138 e un massimo di 847 m sopra il livello del mare (mentre la zona abitata si trova fra i 150 e 250 m, con la sede comunale a 192 m).
Accanto alla strada principale, scorre il Regio Lagno, canale di scarico artificiale delle acque provenienti dai monti circostanti, soprattutto dal Pizzo d'Alvano.

## Origini del nome
Il toponimo "Lauro" deriva dal latino laurus, che significa proprio lauro, ovvero alloro, i cui boschi circondavano completamente la località in età romana. Prima, questa località faceva parte della "Terra di Fraconia", in riferimento ad un'antica civiltà della zona sorta all'incirca nel II millennio a.C..
Secondo la tradizione, riportata dal Remondini in "Della nolana ecclesiastica storia", Lauro potrebbe essere stata fondata da Ercole che, dopo esser stato a Pompei ed Ercolano, giunse in una località di questo territorio detta Fregonia. Fu salutato dal popolo con rami di lauro ed a perpetua memoria di ciò Fregonia mutò nome in Lauro.

## Storia
Le più antiche testimonianze dell'agglomerato lauretane risalgono all'età romana.
Dal Medioevo all'età napoleonica Lauro fu un importante feudo marchesale e la sua posizione strategico-militare nel vallo di Lauro fu lungamente oggetto di contesa nell'avvicendamento e consolidamento delle varie dinastie in Campania.
Lauro fu dominio del Principato di Benevento e poi di quello di Salerno e di Capua. I Normanni lo conquistarono nel 1057 con Riccardo I Drengot, conte di Aversa; fu poi elevata a contea da Ruggero il Normanno per essere donata a Roberto da San Severino attorno al 1115. Rimase poi feudo dei Sanseverino fino al 1212, quando entrò in possesso di Federico II di Svevia, il quale lo donò prima a Pietro di Sangermano e poi a Giovanni di Lauro. Nel 1232 la contea tornò ai Sanseverino e appartenne in seguito a molti principi e conti locali, ed infine agli Orsini, conti di Nola, che la conservarono fino a quando ad Enrico Orsini furono confiscati i beni per aver preso parte alla congiura dei Baroni contro Ferdinando I di Napoli.
Nel 1541 Lauro fu venduta per circa 12.000 ducati a Scipione Pignatelli mentre nel 1632 venne acquisita dai marchesi Lancellotti che la tennero fino all'abolizione della feudalità (1806). Nel 1799, l'intero abitato uscì quasi indenne dall'incendio appiccato dalla truppe francesi, giunte nel Vallo per punire la posizione assunta dalla popolazione nei confronti della Repubblica Napoletana.
La storia di Lauro conserva anche il ricordo di Umberto Nobile, professore ordinario di Costruzioni Aeronautiche dell'Università di Napoli, generale dell'Aeronautica Italiana (Corpo Ingegneri) progettista nativo del comune ed autore, nel 1926 e nel 1928 di due straordinarie imprese aeronautiche al Polo Nord realizzate a bordo di dirigibili di sua creazione.

### Simboli
Lo stemma e il gonfalone del comune di Lauro sono stati concessi con decreto del presidente della Repubblica del 23 novembre 2016.
Il gonfalone è un drappo trinciato di azzurro e di verde.

## Monumenti e luoghi d'interesse

### Architetture religiose
Ex chiesa delle Rocchettine di Gesù e Maria e Santissima Trinità
Al Quattrocento e Cinquecento appartengono la chiesa e i tre piani del monastero, la cucine antistanti la sala e la cornice circolare della cupola. Al settecento risale gran parte del complesso nella sua attuale configurazione con gli stucchi. Al periodo ottocentesco si associa l'ex Monastero della Santissima Trinità; ultimamente la chiesa è stata restaurata e restituita alla cittadina. All'interno vi è conservata una tela di Angelo Mozzillo, raffigurante Sant'Agostino e Santa Scolastica
Chiesa di Santa Maria della Pietà
Già esistente nel XII secolo, fu ricostruita e restaurata più volte nel corso dei secoli. Incendiata dalle truppe repubblicane francesi nell'aprile del 1799, venne restaurata dalla confraternita, Santae Mariae Pietati. Conserva un interessante ciclo di affreschi commissionati dalla famiglia De Cappellano (sec. XV) che ripropongono episodi della vita di Cristo (la circoncisione, la presentazione al tempio, il battesimo di Gesù nel Giordano, il Redentore ed alcune figure di oranti). Singolare la figura del Cristo immerso nelle acque del Giordano, completamente nuda.
Ex Collegiata di Santa Maria Maddalena
La collegiata sorgeva "prope… castum in locofellino", eretta in una zona bassa del paese, era soggetta a continui allagamenti, per cui nel corso del XVI secolo fu ricostruita in un luogo più elevato lungo la cinta muraria del castello. Incendiata durante il 1799 dai francesi, fu restaurata nel corso dell'Ottocento. Attualmente la collegiata, sconsacrata, è utilizzata come auditorium e sala convegni.

### Architetture civili
Palazzo Pignatelli
L'edificio, che ha subito grandi cambiamenti e trasformazioni attraverso i secoli è famoso per le sue grottesche di tipo vasariano. L'edificio è sede di due musei: quello dedicato all'esploratore Umberto Nobile e quello di arte naif. Il museo Nobile conserva strumenti ed indumenti serviti per entrambe le spedizioni polari, l'archivio dei grafici e dei progetti, onorificenze, decorazioni, targhe e diplomi e infine uno dei cimeli più significativi il famoso "brogliaccio", il libro di bordo del Norge che contiene la famosa pagina con l'annotazione dell'arrivo al Polo. L'altro sito, dedicato all'arte naif, è stato arricchito negli anni dalle opere del miniaturista Giovanni Galli, è stato chiuso, dopo che molte delle opere sono andate perse. Al momento anche il museo Nobile è chiuso per lavori di ristrutturazione.
Palazzo del Cappellano o Palazzo dei Tufi
Il palazzo si trova in località Preturo e fu commissionato da Giovanni Del Cappellano, vescovo di Bovino, e costruito tra il 1513 ed il 1529. Di grande semplicità, è questo l'esempio più integro di architettura rinascimentale in Campania. Molto interessante la facciata in bugnato di tufo grigio, a cuscino nella parte inferiore e a punta di diamante in quella superiore, al centro del quale apre un grosso androne, anch'esso in tufo.
Palazzo della Mastrodattia
Sulle sue remote origini non ci sono notizie. Qui veniva amministrata la giustizia e si redigevano gli atti ufficiali legali, da cui il nome di Mastrodatta, cioè dei maestri d'atti. L'edificio era inoltre corpo feudale dell'Università di Lauro e sede dell'archivio, che andò anch'esso distrutto il 30 aprile 1799 per mano dei francesi.
La facciate presenta due piani con balconi, cui fanno da cornice lesene con capitelli e architrave, con la torretta dell'orologio al centro della sommità.
Villa Pandola Sanfelice
La villa era in origine una pertinenza, risalente al XVI secolo, dell’antica Chiesa di Santa Maria Maddalena, le fu aggiunto nella prima metà dell'800 un corpo di fabbrica con i saloni e lo scalone principale. Venne acquistata alla metà del ‘700 da Gaetano Pandola e pervenne alla fine dell'800 alla famiglia Sanfelice di Monteforte attraverso il matrimonio dell’ultima Pandola con il marchese Giuseppe Sanfelice.

### Architetture militari
Castello Lancellotti
Di origine longobarda-normanna, il castello è citato per la prima volta in un documento del 976. Fu incendiato dei francesi nel 1799. L'edificio, che appare oggi così come fu ricostruito nel 1872 dal principe Filippo Lancellotti, fu inaugurato in quello stesso anno nel giorno della festa dei santi patroni il 25 agosto, e si presenta in uno stile architettonico composito gotico, rinascimentale, neoclassico e barocco.
Il castello si erge in un piccolo ed elegante giardino dell'Ottocento, con al centro una fontana circolare, che in precedenza faceva parte di un grande parco seicentesco poi distrutto durante gli eventi del 1799. Alla destra del portale ligneo rinascimentale, è la scuderia che conserva una notevole statua seicentesca. Sul fondo un piccolo portale introduce al giardino segreto, mentre alle spalle sono situati la cappella di famiglia e parte degli appartamenti privati. Di fronte al viale un breve ponte unisce la corte alla dimora.
Torre Civica
Risale al XIII secolo, ma fu completamente ricostruita durante la metà dell'Ottocento e dopo il sisma del 1980. Ha forma quadrangolare e nel Medioevo era una delle porte della cinta muraria che racchiudeva il borgo sottostante il castello.

### Siti archeologici
Villa imperiale romana - terme
Villa romana di San Giovanni in Palco. Si tratta di un imponente complesso termale che risale al I secolo a.C., disposto su vari livelli, ancora oggi ben conservati, tra essi il frigidarium (stanza del bagno freddo) il calidarium (stanza del bagno caldo) ed un tepidarium (ambiente di attesa). Conserva anche preziosi mosaici di madreperla e conchiglie azzurre.

### Altro
Via Terra
Via Terra è l'antica e suggestiva stradina che attraversa una parte del borgo medievale, tra la rocca del castello e l'antica cinta muraria. Lungo il percorso si possono ancora osservare elementi architettonici riferibili al XI e XII secolo, periodo della signoria dei Sanseverino.
Arco o porta di Fellino
Risalente al XVII secolo, fu restaurata e corredata di orologio nel 1789. Realizzato in pietra bianca, l'arco poggia su possenti pilastri a sezione quadrangolare, con cornici condonate, e sorregge al di sopra dell'architrave una struttura in cui si inquadra il grande orologio a due facce. L'arco consente l'accesso al centro storico di Lauro.
Murale Naif
Lauro è uno dei circa settanta paesi dipinti d'Italia, caratteristica questa che lo rende un itinerario turistico alternativo. Tra questi centri però, Lauro è l'unico a vocazione completamente naif. Dal 1976 durante il periodo estivo, arrivano artisti italiani e stranieri che vengono ospitati nella cittadina per dipingere le loro opere. I murales che si susseguono da una parte all'altra del paese, sono una sessantina circa. Negli ultimi anni, però, a causa dell'incuria delle amministrazioni e della mancanza di fondi l'iniziativa ha subito una battuta d'arresto e, anzi, molti murales sono privi di manutenzione e versano in uno stato di semiabbandono, oggi in fase di recupero anche grazie al progetto "Estate Naif" per la riqualificazione del centro storico per il ritorno del "paese dipinto e dei murales".

## Società

### Evoluzione demografica
Abitanti censiti

## Cultura

### Eventi
Uno dei maggiori eventi era rappresentato dal contenitore estivo Dafnee, che prevedeva spettacoli teatrali al castello, concerti mostre e cultura. Da qualche anno la rassegna è stata sospesa.
Altro evento è "Lumina in castro": con cadenza annuale dal 2006, nelle serate estive di fine agosto i visitatori sono guidati tra numerose sale del Castello dove gli attori e le guide mettono su una trama che ripercorre un preciso periodo storico riguardante il Castello, tra il medioevo e l'Ottocento. L'arredamento delle sale, i costumi degli interpreti e le musiche ripropongono fedelmente l'epoca rappresentata. Alla manifestazione, inoltre, si accompagnano giochi e spettacoli d'epoca nel piazzale principale.

## Amministrazione

### Altre informazioni amministrative
Il comune fa parte della Comunità montana Partenio - Vallo di Lauro e dell'Unione dei comuni Antico Clanis.